# A Smile Like Yours – Kein Lächeln wie Deins
A Smile Like Yours – Kein Lächeln wie Deins (A Smile Like Yours) ist eine US-amerikanische Filmkomödie aus dem Jahr 1997. Regie führte Keith Samples, der gemeinsam mit Kevin Meyer das Drehbuch schrieb.

## Handlung
Die Eheleute Jennifer und Danny Robertson wollen ein Kind haben, aber können keins bekommen. Sie haben häufig Sex, manchmal an öffentlichen Plätzen wie einem Aufzug. Die Eheleute wenden sich an eine auf solche Fälle spezialisierte Klinik. Danny ist jedoch dagegen, dass seine Frau mit einer Samenspende befruchtet wird.
Jennifer und ihre Freundin Nancy Tellen verkaufen das von den Frauen entworfene Parfüm an ein großes Unternehmen. Danny weiß nichts über die Verhandlungen. Er sieht auf der Straße zufällig seine Frau, die den Vorstandsvorsitzenden des Unternehmens trifft und in dessen Auto einsteigt. Er bemerkt die früher eingestiegene Tellen nicht und denkt, seine Frau hätte eine Affäre.
Danny macht sich Sorgen, wie er die Klinikrechnungen bezahlen soll. Die Architektin Lindsay Hamilton gibt Danny einen Auftrag in Seattle. Sie begleitet ihn auf der Dienstreise dorthin und trifft auf dem Flughafen Jennifer, die Danny verabschieden will. Jennifer denkt, die Frau wäre eine Geliebte ihres Mannes und wird wütend. Sie ruft später ihren Mann – den Hamilton erfolglos zu verführen versuchte – in seinem Hotelzimmer an. Zufällig übernachtete dort Hamilton, die den Hörer abnimmt. Jennifer verlässt ihren Mann.
Danny erklärt nach der Rückkehr die Situation seiner Schwiegermutter. Währenddessen besucht Hamilton Jennifer in dessen Parfümladen und offenbart ihr die Wahrheit. Danny und Jennifer versöhnen sich und wollen versuchen, das Kind auf die konventionelle Weise zu bekommen. Zwei Jahre später haben sie Drillinge.

## Kritiken
James Berardinelli schrieb auf ReelViews, Unfruchtbarkeit könne komisch sein, was aber in diesem Film nicht der Fall sei. Der Film schwanke zwischen einer „nicht witzigen Farce“ und einem „ineffektiven Melodrama“. Man könne ihn so sehr vergessen, dass Berardinelli – wie er spottete – in einigen Monaten in seiner Kritik es nachlesen müsste, um zu erfahren, worum es überhaupt im Film ginge. Die schauspielerischen Fähigkeiten von Lauren Holly seien stark eingeschränkt; Greg Kinnear habe Probleme mit ernsthafteren Szenen. Die Leistungen der Nebendarsteller wie Jay Thomas, Joan Cusack und Jill Hennessy seien interessanter als jene der Hauptdarsteller.
Die Zeitschrift Cinema schrieb, „beide Hauptdarsteller staksen so blutleer durch die Story, als wären sie direkt der Retorte entsprungen“. Der Film sei „eher Schlaftablette als Aphrodisiakum“.
Das Lexikon des internationalen Films meinte: „Beziehungskomödie, die sich frivol und prüde zugleich gibt, der es jedoch zu sehr an zündendem Witz mangelt, um als unbeschwerte Unterhaltung bestehen zu können. Die ausdrucksarme Hauptdarstellerin kann dem wenig entgegensetzen, sodass der Film letztlich nur zur harmlosen Verulkung des Geschäfts mit dem Kinderwunsch gerät.“
Prisma urteilt: „Ein recht harmloser Beziehungsspaß“. Greg Kinnear wisse zu gefallen, während Lauren Holly eine vollkommen überzogene Vorstellung als Ehefrau abliefere.

## Auszeichnungen
Lauren Holly wurde im Jahr 1998 für die Goldene Himbeere (Razzie Award) nominiert.

## Hintergründe
Der Film wurde in Alameda (Kalifornien) und in San Francisco gedreht. Seine Produktionskosten betrugen schätzungsweise 18 Millionen US-Dollar. Der Film spielte in den Kinos der USA ca. 3,25 Millionen US-Dollar ein.